# Přibyslavice (distrito de Praga-Este)
Přibyslavice, también conocido como Bývalá obec Přibyslavice, es un despoblado del municipio de Stříbrná Skalice, en el distrito de Praga-Este de la República Checa.

## Historia
Se conoce que estas tierras estaban bajo el control del monasterio de Sázava en el año 1436. En 1525, el pueblo pasó a ser propiedad de los señores de Komorní Hrádek. Siguió siendo un asentamiento pequeño y menor, teniendo sólo dos granjas en 1654. Se menciona como propiedad de la familia Kouniceen 1697. En 1761, la duquesa María Teresa de Saboya compró la finca de Kounice, incorporando Přibyslavice al municipio de Stříbrná Skalice.
En 1945 murió la última persona que residía en el pueblo. En la actualidad, el terreno es propiedad de la empresa forestal de Kostelec nad Černými lesy, que forma parte de la Universidad Checa de Ciencias de la Vida de Praga. Según los estudios realizados en 2006 y 2007, sólo quedan dos edificios.

## En la cultura popular
Una recreación del pueblo en el siglo XV aparece en el videojuego Kingdom Come: Deliverance, publicado en 2018.